# Andrews (Florida)
Andrews és una concentració de població designada pel cens dels Estats Units a l'estat de Florida. Segons el cens del 2000 tenia 708 habitants.

## Demografia
Segons el cens del 2000, Andrews tenia 708 habitants, 294 habitatges, i 204 famílies. La densitat de població era de 40 habitants per km².
Dels 294 habitatges en un 26,2% hi vivien nens de menys de 18 anys, en un 55,4% hi vivien parelles casades, en un 7,8% dones solteres, i en un 30,3% no eren unitats familiars. En el 24,1% dels habitatges hi vivien persones soles el 10,2% de les quals corresponia a persones de 65 anys o més que vivien soles. El nombre mitjà de persones vivint en cada habitatge era de 2,41 i el nombre mitjà de persones que vivien en cada família era de 2,77.
Per edats la població es repartia de la següent manera: un 22% tenia menys de 18 anys, un 6,5% entre 18 i 24, un 28,2% entre 25 i 44, un 26,8% de 45 a 60 i un 16,4% 65 anys o més.
L'edat mediana era de 41 anys. Per cada 100 dones de 18 o més anys hi havia 97,1 homes.
La renda mediana per habitatge era de 26.554 $ i la renda mediana per família de 29.279 $. Els homes tenien una renda mediana de 28.281 $ mentre que les dones 20.588 $. La renda per capita de la població era de 12.186 $. Entorn del 13,7% de les famílies i el 18,2% de la població estaven per davall del llindar de pobresa.

## Poblacions més properes
El següent diagrama mostra les poblacions més properes.